# Reyhaneh Jabbari
Pour les articles homonymes, voir Jabbari.
Reyhaneh Jabbari (ریحانه جباری en persan), née en 1987 et exécutée le 25 octobre 2014 est une jeune femme condamnée à mort en Iran pour le meurtre de Morteza Abdolali Sarbandi à la suite d'une tentative de viol. Elle est emprisonnée dès 2007 pour le meurtre de son assaillant présumé. Mohammad Mostafaei, son premier avocat, raconte sur son blog les conditions de détention et l'isolement subis par la jeune femme. Selon la loi, une fois que la justice iranienne s'est prononcée sur la culpabilité et l'a retenue, le motif de légitime défense n'ayant pas été reconnu, seule la famille de la personne qui a été tuée a la possibilité de suspendre une procédure d'exécution de la peine de mort. De nombreuses manifestations internationales en faveur de Reyhaneh Jabbari et contre la condamnation ont eu lieu. Malgré les multiples démarches de la famille de Reyhaneh Jabbari, la famille de Morteza Abdolali Sarbandi a voulu que l'on procède à son exécution,,.

## Biographie
En 2007, Reyhaneh Jabbari rencontre dans un café Morteza Abdolali Sarbandi, un médecin, qui la convainc de visiter son bureau afin de discuter de travaux à entreprendre. Une fois à l'adresse qui s'avère n'être pas un bureau, M.A. Sarbandi tente de violer la jeune femme. Elle attrape un petit couteau, le poignarde, puis s'enfuit.
Le rapporteur des droits de l'homme aux Nations unies en Iran, Ahmed Shaheed, indiqua lui que R. Jabbari avait été embauchée par M.A. Sarbandi pour redécorer son bureau puis qu'il l'avait emmenée dans un appartement où elle avait été agressée sexuellement. Sous la torture et la menace, Reyhaneh dit avoir acheté un couteau, l'arme du crime, quelques jours avant. Seulement, le couteau appartient à l'agresseur et se trouve déjà chez lui avant qu'elle n'arrive. La famille de M.A. Sarbandi insiste sur la nature préméditée du meurtre puisque Reyhaneh avait déjà acheté le couteau suivant ses déclarations.

## Arrestation et procès
Après son arrestation, R. Jabbari a été placée en cellule d'isolement pendant deux mois sans pouvoir avoir accès à un avocat ou recevoir de la visite de sa famille. En 2009, elle a été condamnée à mort par un tribunal de Téhéran. Selon Amnesty International, R. Jabbari a avoué avoir poignardé M.A. Sarbandi mais elle a aussi affirmé qu'une autre personne présente dans la maison avait tué la victime.
Amnesty International, les Nations unies, l'Union européenne et le Gatestone Institute ont mené une vaste campagne d'action et de soutien contre cette peine de mort. Son exécution a finalement été reportée par rapport à la première date programmée en avril 2014 après qu'une pétition mondiale ait recueilli plus de 20 000 signatures.
Le 29 septembre 2014, son exécution est annoncée comme étant imminente. Le 1er octobre 2014, une annonce informe de la suspension de son exécution. De nombreuses campagnes ont été menées sur les réseaux sociaux mais l'avocat de la jeune fille n'est pas parvenu à obtenir l'accord de la famille de Morteza Abdolali Sarbandi pour suspendre définitivement son exécution.

## Mort et postérité
Rihaneh Jabbari a été exécutée par pendaison le 25 octobre 2014 à la prison de Gohardasht, au nord de Karaj,.
Le film « Sept hivers à Téhéran » revient sur le combat mené pendant 7 ans par sa famille, en particulier par sa mère, Shole Pakravan, pour tenter de la sauver. Sorti en salle en mars 2023, le film réalisé par Steffi Niederzoll s’appuie sur de multiples enregistrements audio et vidéo donnant la parole à ses proches (son père, sa mère, ses deux sœurs), son avocat et quelques-unes de ses codétenues qui l’ont côtoyée pendant sa longue incarcération. Des lectures d'extraits de lettres écrites par Rihaneh de sa prison complètent la compréhension de la catastrophe tombant sur la famille. Ces témoignages contredisent la version donnée par le bureau du procureur.
Morteza Sarbandi, l’homme qui a donné rendez-vous à Reyhaneh sous prétexte de lui faire visiter son local professionnel qui s’est révélé être un appartement privé, était un ancien agent des services secrets. À partir de là, l’affaire a pris un tour politique. Une interprétation très crédible ressort de ce documentaire : les services secrets ne souhaitaient pas que le régime des Mollahs soit associé, par l’intermédiaire de l’un de ses anciens agents, à une tentative de viol. Dès lors, des pressions très fortes ont été exercées sur Reyhaneh pour qu’elle modifie ses premières déclarations accusant d’agression sexuelle Sarbandi qu’elle n’avait rencontré publiquement qu’une seule fois dans sa vie auparavant. Le film évoque les mauvais traitements qu’elle a subis : la torture, les propos dégradants visant à l’affaiblir psychologiquement (lui mentir en lui déclarant que ses parents l’auraient reniée par exemple), l’arrestation de sa plus jeune sœur et les menaces de sévices contre cette dernière, la calomnie la faisant passer pour une fille d’un réseau de prostitution, les intimidations pendant son procès, etc. A force de pressions, la police a réussi à lui extorquer de faux aveux par lesquels elle reconnaissait avoir acheté le couteau avec lequel elle s’est défendue, quelques jours avant le rendez-vous professionnel que son agresseur lui avait proposé.
Par ailleurs, la mère de Reyhaneh étant jugée trop gênante par le régime, une nième fouille effectuée par la police dans l’appartement familial a abouti à la découverte sous le matelas du lit des parents d’un objet qui a été officiellement et opportunément identifié comme l’étui du couteau ayant abouti au meurtre de Morteza Sarbandi. Cette "découverte" autant miraculeuse qu'inattendue (ressemblant fort à une mise en scène pilotée par la police) a permis au régime de l'accuser de complicité de meurtre. Enfin, lors d’une des multiples avant-premières auxquelles a donné lieu la sortie du film en France, la mère de Reyhaneh, Shole Pakravan, a exprimé l’hypothèse que Jalal Sarbandi, le fils aîné du défunt, était mis sous pression pour éviter qu’il accorde son pardon à Reyhaneh.
Un rassemblement s’est tenu au cimetière de Téhéran Behest Zahra pour commémorer le premier anniversaire de l’exécution de Reyhaneh Jabbari.
La mère de Reyhaneh Jabbari, Shole Pakravan, exilée en Allemagne avec ses deux dernières filles, lutte contre la peine de mort toujours effective dans son pays l'Iran,,.

## Réactions internationales
Amnesty International dénonça les conditions de l'enquête menée, bâclée et demandait un nouveau procès,.
Le prix Nobel italien de littérature Dario Fo a dédié à R. Jabbari une peinture intitulée Portrait de Reyhaneh Jabbari.

### Filmographie
- Steffi Niederzoll, Sept Hivers à Téhéran (Sieben Winter in Teheran), Documentaire allemand, 2023, sélectionné au Festival de Berlin, Prix du meilleur film dans la sélection Perspective du Cinéma Allemand.